# 布拉尔日
布拉尔日（法語：Blargies，法語發音：[blaʁʒi]）是法国瓦兹省的一个市镇，位于该省西北部，属于博韦区。

## 地理
布拉尔日（49°40'21"N, 1°45'55"E）面积10.05 平方千米，位于法国上法蘭西大區瓦兹省，该省份为法国北部内陆省份，北起索姆省，西接厄尔省和滨海塞纳省，南至塞纳-马恩省和瓦兹河谷省，东临埃纳省。
与布拉尔日接壤的市镇（或旧市镇、城区）包括：阿邦库尔、布夫雷斯、莫利安、蒙索拉拜、克里基耶、福尔默里。

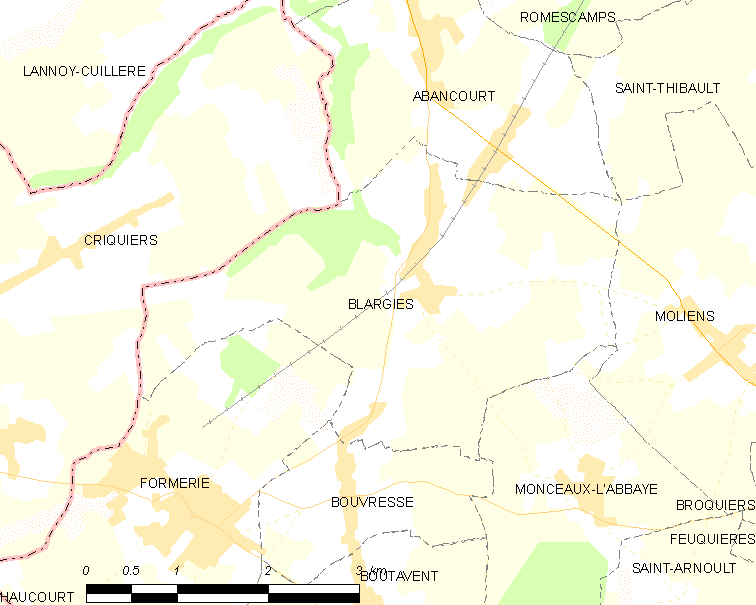
布拉尔日的OSM定位图

布拉尔日的时区为UTC+01:00、UTC+02:00（夏令时）。

## 行政
布拉尔日的邮政编码为60220，INSEE市镇编码为60076。

## 政治
布拉尔日所属的省级选区为格朗维利耶县。

## 人口

1962-2008年间布拉尔日人口变化图示

布拉尔日于2022年1月1日时的人口数量为505人。